# Milča Mayerová

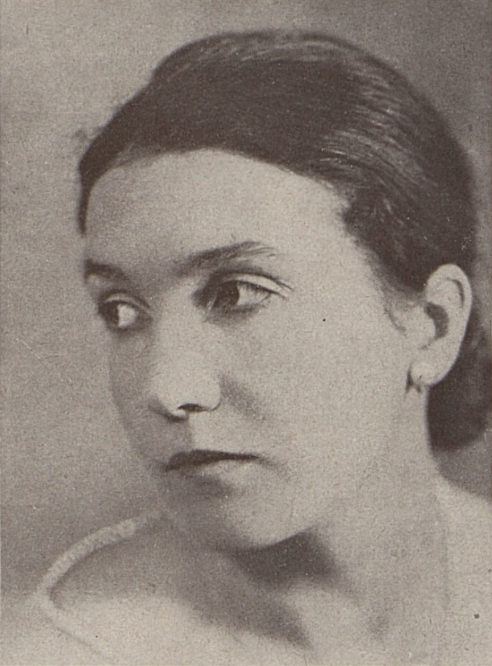
Milča Mayerová (vor 1927)

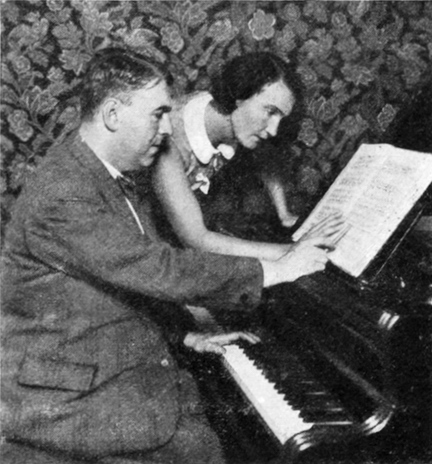
Milča Mayerová und Erwin Schulhoff (1931)

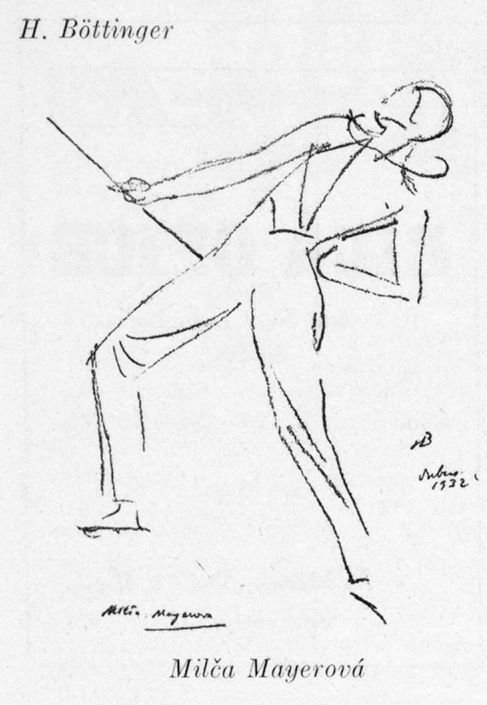
Hugo Boettinger: Milča Mayerová (1932)

Milča Mayerová, eigentlich Milada Mayerová (geboren 12. April 1901 in Prag, Österreich-Ungarn; gestorben 12. September 1977 ebenda) war eine tschechische Tänzerin und Choreografin. 

## Leben
Milča Mayerová war eine Enkelin des Prager Verlegers Jan Otto. Als Kind machte sie eine Ausbildung an der Tanzschule von Anna Dubska, die selbst auch einen Kurs bei Émile Jaques-Dalcroze in Genf absolviert hatte. Mayerová ging 1922 zu Dalcroze nach Hellerau, wo sich ihr Onkel, der Prager Maler und Karikaturist Hugo Boettinger, schon 1912 zu Malstudien aufgehalten hatte.  Mayerová wurde von Herbst 1923 bis Ende 1925 in Hamburg in den Tanzformen des Ausdruckstanzes bei Rudolf Laban geschult. Zurück in Prag schloss sie sich der tschechischen künstlerischen Avantgarde an und realisierte in der Künstlergruppe Devětsil 1924 mit Vítězslav Nezval und Karel Teige die visuelle Umsetzung des Gedichts Abeceda, das sie gemeinsam auch als Buch produzierten. Es war eines der ersten künstlerischen Werke, das dem von Teige seit 1923 propagierten Konzept des Poetismus entsprach. Mayerová trat in den Jahren 1926 und 1927 mit der Darstellung des Abeceda wiederholt auf Bühnen des Landes auf. 1926 brachte sie Laban, der sich in Prag aufhielt, zu einem Gastspiel auf die Bühne des Osvobozené divadlo (Befreites Theater).
Mayerová hatte als Schauspielerin Engagements im Osvobozené divadlo und trat im Divadlo na Vinohradech und im Národní divadlo auf. Bei der Uraufführung der Vest pocket revue im Osvobozené divadlo 1927 stand sie mit Jiří Voskovec und Jan Werich auf der Bühne und karikierte mit dem Tänzer Saša Machov den seinerzeit neuen Tanz Charleston. 
Zu Emil František Burians Musik Der Autobus entwarf sie 1928 die Choreographie.
Sie schrieb für die Zeitung Národní listy und Tanz-Kolumnen im Frauenmagazin Eva.
Mayerová leitete bis zu ihrem Tod in Prag eine Tanzschule, ihre Hoffnung, eine eigene Laban-Schule in der Tschechoslowakei etablieren zu können, erfüllten sich allerdings nicht. Anfang der sechziger Jahre brachte sie mit ihren Schülern das Alphabet  erneut zur Aufführung.
Mayerová ließ sich im Jahr 1936 vom Architekten Jaroslav Fragner im Dorf Nespeky, Kreis Benešov ein Wohnhaus im funktionalistischen Stil bauen.

## Alphabet
Nezvals Gedicht Abeceda, 24 gereimte Quartette über je einen Buchstaben des (lateinischen, nicht tschechischen) Alphabets, wurde 1922 verfasst, Nezval orientierte sich möglicherweise an dem Sonett Voyelles von Arthur Rimbaud. Es erschien in der ersten und einzigen Nummer der Zeitschrift Disk (Diskus) der Gruppe Devětsil und 1924 in Nezvals zweitem Gedichtband „Pantomima“. Das Gedicht wurde am 17. April 1924 bei einer Soiree im Prager „Befreiten Theater“ von Jarmila Horáková rezitiert, wozu Mayerová mit Nezvals Unterstützung eine tänzerische Choreographie entwarf, die sie auch selbst ausführte. Mayerová interpretierte nicht schlicht die Buchstaben, sondern hielt sich bei ihrer pantomimischen Choreographie an den Text der Gedichte. Sie brachte also nicht statische Bilder, eines je Buchstabe, wie es das Buch suggeriert, auf die Bühne, sondern interpretierte die jeweiligen Verse. 
Die Choreographie wurde durch den von Mayerová engagierten Fotografen Karel Paspa dokumentiert. Bei der Produktion des Gedichtbandes wurde von Teige je Strophe jeweils ein Foto in eine typographische Kollage mit dem Buchstaben eingebunden und auf der gegenüberliegenden Seite des Buches platziert. Diese integrierte „Verbo-Foto-Typ-Form“ stelle eine avantgardistische Transformation der Idee des Gesamtkunstwerks dar. Es verdeutliche die für die zweite Hälfte der zwanziger Jahre charakteristische Entwicklung von den Bildgedichten zu einfachen Photomontagen und typographischen Kompositionen funktionalistischer Prägung. Das Buch ist die erste fotografisch gründlich dokumentierte Choreografie in der Geschichte des modernen Tanzes.
Das Buch erschien im Dezember 1926 im Otto-Verlag in einer Auflage von 2000 Exemplaren, die aber nur teilweise verkauft werden konnten, die Masse wurde verschleudert.

## Publikationen
- Vítĕzslav Nezval: Abeceda : Taneční komposice Milči Mayerové. Graphische Ausstattung von Karel Teige. Fotos von Karel Maria Paspa. Prag : Otto, 1926
  - Vítězslav Nezval: Abeceda Übersetzung aus dem Tschechischen ins Englische von Jindřich Toman und Matthew S. Witkovsky. Ann Arbor : Michigan Slavic Publications, 2001 ISBN 9780930042882

## Postume Ausstellungen des Alphabets
- New Formations: Czech Avant-Garde Art and Modern Glass from the Roy and Mary Cullen Collection, Museum of Fine Arts, Houston, 2011/12